# 吉備塚古墳
吉備塚古墳（きびづかこふん）は、奈良県奈良市高畑町の奈良教育大学キャンパス内にある円墳あるいは前方後円墳。吉備真備の墓と伝えられている。

## 概要
吉備塚古墳は、奈良盆地の北東部に形成された緩やかな段丘面上の標高110mの地点に位置する。周辺は春日断層崖下につらなる段丘面が南北方向に発達しながら西傾する。東西方向には解析谷が発達し、北の飛火野南縁の谷と南の能登川の谷に画されている。径約20m高さ約3-4mの円墳（高まりが北西に延びるため推定全長約40mの前方後円墳の可能性もある）である。
吉備塚の名が示すように、奈良時代に遣唐し暦学などを伝えた吉備真備の墓と古くから伝えられている。江戸時代の古文書にも大和国の名所のひとつとして取り上げられており、明治時代には旧陸軍連隊の敷地内に取り込まれ、第2次世界大戦後は米軍キャンプとして接収されたが、敷地の返還にともない1958年に奈良教育大学が移転した。

## 埋葬施設と副葬品
1986年に古墳時代中期後半の特徴を有する画文帯環状乳神獣鏡が採集され、吉備真備の墓とは時代が異なる明らかな古墳である可能性が高くなった。のち、2002年度から2003年度にかけての奈良教育大学による学術調査により、墳頂部に2基の埋葬施設があることが確認され、5世紀後葉から6世紀初頭の埴輪片や2基の木棺直葬をはじめ、三累環頭大刀、貝装雲珠、小札甲などの遣物が多数発掘された。同調査により、吉備塚古墳は5世紀後半から6世紀初期に第1埋葬施設が、6世紀の第二四半世紀に第2埋葬施設が造営されたと推定されている。